# How to Save a Life (album)
How to Save a Life is het debuutalbum van The Fray, een rockband uit Denver, Colorado.

## Geschiedenis
Het kwam op 13 september 2005 uit in de Verenigde Staten en 19 februari 2007 in Nederland. Het kwam in de VS in de top 15 van de Billboard 200. Het album ging zeker twee miljoen keer over de toonbank en is het bestverkochte digitale album. Er werden drie singles uitgebracht, "Over My Head (Cable Car)", "How to Save a Life" en "Look After You", waarvan de eerste twee in Europa een top 20-hit werden. In de Verenigde Staten haalden beide de top 5, "How to Save a Life" zelfs de top 3.
Het album volgde op twee ep's. De krant Westword vond de band de beste nieuwe band van 2004, waardoor Epic Records hen onder contract wilde nemen. Het label koos "Cable Car" als eerste single maar doopte het wel om tot "Over My Head (Cable Car)".

### Gebruik voor tv
De band had met "Over My Head (Cable Car)" en "How to Save a Life" niet alleen twee toptienhits in huis, het album bevat ook nummers die in tv-series werden gebruikt:
- "Look after You": Bones
- "How to Save a Life": Scrubs (aflevering "My Lunch"), One Three Hill, Rescue Me en Grey's Anatomy".
- "Over My Head (Cable Car): Cold Case
- "She Is": Scrubs (aflevering "My Night to Remember")

## Tracklist
1. "She Is" (3:56)
2. "Over My Head (Cable Car)" (3:58)
3. "How to Save a Life" (4:21)
4. "All at Once" (3:47)
5. "Fall Away" (4:23)
6. "Heaven Forbid" (3:59)
7. "Look after You" (4:26)
8. "Hundred" (4:13)
9. "Vienna" (3:51)
10. "Dead Wrong" (3:05)
11. "Little House" (2:30)
12. "Trust Me" (3:22)
13. "Unsaid" - 3:04

### Bonus-cd
1. "Over My Head (Cable Car)" - Live at the Gothic (20.05.05)
2. "How to Save a Life" - Live voor MTV.com & VH1.com (14.07.05)
3. "Look after You" - Live at Red Rocks (12.08.05)
4. "Heaven Forbid" - Live at Red Rocks (12.08.05)

### Bonus-dvd
1. How to Save a Life - het verhaal
2. On the Road '06 - documentaire
3. "Over My Head (Cable Car)" - videoclip
4. The Making of "Over My Head (Cable Car)" - videoclip
  - Duur: ± 45 minuten.

## Singles
| Single met eventuele hitnotering(en) in de Nederlandse Top 40 | Datum van verschijnen | Datum van binnenkomst | Hoogste positie | Aantal weken | Opmerkingen     |
| ------------------------------------------------------------- | --------------------- | --------------------- | --------------- | ------------ | --------------- |
| Over My Head (Cable Car)                                      | 29-01-2007            | 21-01-2007            | 20              | 7            | 538 Alarmschijf |
| How to Save a Life                                            | 12-03-2007            | 04-05-2007            | 20              | 8            | 538 Alarmschijf |
| Look after You                                                |                       | -                     | tip18           | -            |                 |
| All at Once                                                   |                       | -                     | -               | -            |                 |